# Bogunovac
Bogunovac (cyr. Богуновац) – wieś w Serbii, w okręgu jablanickim, w gminie Medveđa. W 2011 roku liczyła 77 mieszkańców.